# Francesc Ferrer Pastor
Francesc Ferrer Pastor (la Font d'en Carròs, la Safor, 1918 - València, 11 de juliol de 2000) va ser un important lexicògraf valencià que va dedicar la seua vida a difondre i a normalitzar la llengua catalana al País Valencià.

## Biografia
Infantesa i joventut
Encara que nascut a la Font d'en Carròs, va viure a València des dels sis anys, en quedar-se sa mare vídua i amb sis fills. A causa de les dificultats econòmiques va passar part de la seua infantesa com a estudiant intern de l'hospici de Sant Joan Baptista, situat al carrer Guillem de Castro de València.
A més, als 11 anys va començar a treballar a la impremta Melià com a ajudant i posteriorment va assistir a classes de l'Escola d'Arts i Oficis on va aprendre l'ofici de caixista i maquinista.
Durant la guerra va combatre en l'exèrcit republicà al front de Castelló on, segons explica, «vaig experimentar el menyspreu dels qui no admeten la diferència lingüística» pel fet de parlar en valencià. És a partir d'aquestes situacions que augmenta el seu interès pel valencià, la qual cosa el va portar a recollir fitxes amb les paraules que escoltava i desconeixia.
Després de la Guerra Civil, concretament l'octubre de 1941, va començar a treballar com a maquinista als periòdics del Movimiento, Jornada i Levante, fins que el 22 de gener de 1942 va sofrir un accident laboral i va perdre la mà esquerra. A partir d'aquell moment va dedicar-se a les tasques de corrector, primer als diaris esmentats i, posteriorment, a la impremta de Federico Doménech i al diari Las Provincias.
Els cursos de valencià de Lo Rat Penat
A finals de la dècada dels quaranta, el 1949, es va organitzar el primer curs de valencià en Lo Rat Penat, impulsat des de la Secció de Llengua per Carles Salvador, i impartit per Enric Valor amb el suport de Josep Giner, Ferrer Pastor va ser un dels estudiants que va obtenir el títol de professor i va passar a impartir el nou curs d'ortografia organitzat per Lo Rat Penat. Des del 1949 fins al 1963 va exercir com a professor, la qual cosa li va permetre establir contactes amb Josep Giner, que es va convertir en un bon col·laborador de la seua formació filològica, i a qui li va confiar la seua màxima afició, la recollida de paraules en valencià amb la idea, remota, de la confecció d'un diccionari valencià.
A més de les classes, Ferrer Pastor va col·laborar en l'edició de la Gramàtica Valenciana de Carles Salvador, obra que s'emprava com a manual dels cursos de llengua, tant en la primera edició però sobretot en la tercera, editada després de la desaparició de l'autor.
Anys més tard, el 1994, Ferrer Pastor també va publicar una Gramàtica valenciana, en l'editorial de la seua propietat, Denes.
La tasca lexicogràficadel Diccionari de la Rima (1956) al Diccionari valencià Escolar (1987)
La dinàmica dels cursos de valencià de Lo Rat Penat va propiciar que mentre Carles salvador editava una gramàtica, Ferrer Pastor s'encarregara de la confecció d'obres lexicogràfiques amb diversos plantejaments metodològics, atenent les circumstàncies polítiques i socials de cada període.
El Diccionari de la Rima (1956) va ser la primera gran obra lexicogràfica de Ferrer Pastor, una obra que s'ajustava al perfil dels assistents als cursos de Lo Rat Penat i a l'existència de nombrosos poetes de circumstàncies que sovint reclamaven una obra d'aquestes característiques.
El 1960 aparegué el Vocabulari valencià-castellà, publicat per Sicània, un doble vocabulari, de dimensions reduïdes, apte per a una consulta habitual i adreçat a un públic majoritari amb la necessitat de resoldre els dubtes lèxics o ortogràfics que se li presentaven a l'hora d'escriure un text en valencià. Amb posterioritat, el 1966 aparegué el Vocabulari castellà-valencià, i tot seguit el Vocabulari castellà-valencià i valencià-castellà (1967), ambdós editats per Sicània, amb idèntics plantejaments que l'anterior. Posteriorment aquest vocabulari va ser editat per l'editorial L'Estel (1972), i des del 1990 per l'Editorial Denes, fins a l'actualitat.
Francesc Ferrer Pastor va continuar amb l'estudi del lèxic valencià i el 1985 va publicar el Diccionari General, la seua obra lexicogràfica més ambiciosa, que incorporava nombroses paraules i accepcions procedents de la llengua viva i que eren absents en el Diccionari General de Pompeu Fabra. Va ser la resposta immediata de Ferrer Pastor a un dels reptes que plantejava la incorporació oficial de la llengua al sistema educatiu valencià, un bon diccionari general, capaç de satisfer les necessitats d'un públic cada vegada més nombrós i exigent.
En aquesta època, Ferrer Pastor va publicar també materials per a l'àmbit escolar, el Diccionari valencià escolar (1987) i el Diccionari escolar valencià-castellà i castellà-valencià (1994).
Activista per la llengua
A més dels estudis i treballs lexicogràfics, Ferrer Pastor va participar en nombroses iniciatives en favor del valencià. Cal destacar que el 1973 va formar part de la Comissió Interdiocesana Valentina, dirigida pel pare Pere Riutort, i que tenia la finalitat d'elaborar els textos litúrgics en valencià, i va col·laborar en la revisió del Llibre del Poble de Déu.
A més, va pertànyer i col·laborar amb diverses comissions falleres, bé escrivint per al llibre de la falla o redactant explicacions del tema, especialment en la Ballesteros-Poeta Querol, d'on va ser secretari.
Per altra banda, el 1976 va redactar un informe, a petició de l'alcalde Jesús Puig i Noguera, per normalitzar el nom del seu poble la Font d'en Carròs, que va ser aprovat el novembre de 1977 pel Consell de Ministres, a Madrid.

## Reconeixements i homenatges
- 1988 Premi Sanchis Guarner de la Diputació de València
- 1991 Premi Cavaller Tirant del Gremi de llibrers
- 1994 Miquelet d'honor de la Societat Coral el Micalet
- 1994 Premi de les Lletres Valencianes de la Generalitat Valenciana
- 1995 Porrot d'honor de l'ajuntament de Silla
- 1995 Fill predilecte de la Font d'en Carròs
- 1998 Valencià de l'any de la Fundació Huguet
- 2000 Medalla de la Universitat de València-Estudi General

Comptat i debatut, el conjunt de l'obra de Francesc Ferrer Pastor constitueix una contribució impagable a la nostra llengua, tant en els moments anteriors a l'aprovació de l'Estatut d'Autonomia com després perquè ha servit de suport a la tasca didàctica de tants mestres i professors de valencià i en valencià.

## Obra
Diccionaris
- Diccionari de la Rima, València, Federico Doménech, 1956.
- Vocabulari Valencià-Castellà, València, Sicània, 1960.
- Vocabulari Castellà-Valencià, València, Sicània, 1966.
- Vocabulari Castellà-Valencià. Valencià-Castellà, València, Sicània, 1968.
- Diccionari de la Rima. Diccionari General, València, Denes, 1985.
- Diccionari Valencià Escolar, València, Denes, 1989.
- Diccionari Escolar Valencià-Castellà i Castellà-Valencià, Paiporta, Denes, 1994.
- Diccionari de Refranys, Paiporta, Denes, 2002.

Gramàtiques i textos per a tipògrafs
- Lliçons d'ortografia, València, Fermar, 1973.
- Gramàtica valenciana, Paiporta, Denes, 1994.
- Normes de correcció d'originals i proves d'impremta, Paiporta, Denes, 1994.

Narrativa infantil
- I a eixe, samaruc!, València, Denes, 1990.
- Per què el rei Gaspar té els cabells blancs?, València, Denes, 1993.
- Els gossos i la prevenció d'accidents, Paiporta, Denes, 1994.
- “Sòcrates”. Una de burros, Paiporta, Denes, 1994.
- El suc de cervell i la dona, Paiporta, Denes, 1994.
- L'abella baralladissa, Paiporta, Denes, 1994.
- Car all, car all, carall, Paiporta, Denes, 1995.